# 王嗣
王 嗣（おう し、生没年不詳）は、中国三国時代の政治家・武将。蜀漢に仕えた。字は承宗。益州犍為郡資中県（現在の資陽市）の人。

## 経歴
延熙年間（238年-257年）、功業・徳行が顕著ということで孝廉に推挙された。次第に昇進して西安囲督・汶山太守となり、安遠将軍の位を加えられた。領内の羌族に恩愛と信義をもって接したため、みな彼に帰服した。また、平素乱暴な諸部族もみな帰服したため、北方の国境地帯は安寧となった。そのため、姜維が北伐をする度に羌族は馬・牛・羊の毛織物や穀物を献上し、姜維はその物資を頼みとして戦うことができた。その後、鎮軍将軍に昇進し、そのまま太守も兼任した。
王嗣は人情に厚く実意ある人柄で、人々に愛され信頼された。
姜維の北伐に随行した際、流れ矢に当たって負傷し、その矢傷のため数ヶ月後に死去した。野辺送り（見送り葬）をする異民族は数千人に昇り、みな涙を流し声を上げて泣いたという。羌族は王嗣の子や孫たちに対し肉親のように接し、あるいは義兄弟の契りを結んだりした。彼への恩愛は非常に厚かったという。